# Feucherolles
Feucherolles è un comune francese di 3 122 abitanti situato nel dipartimento degli Yvelines nella regione dell'Île-de-France.

## Società

### Evoluzione demografica
Abitanti censiti